# Мамедов, Хагани Нуреддин оглы
Хагани Нуреддин оглы Мамедов (азерб. Məmmədov Xəqani Nurəddin oğlu; род. 29 сентября 1976, Масис, Армянская ССР, СССР) — азербайджанский футболист и тренер УЕФА категории «А». Защищал цвета национальной сборной Азербайджана по футбола.

## Биография
Родился в Масисском районе Армянской ССР: мать Джейран ханум, отец Нуреддин муаллим, братья — Физули и Низами. Младший брат Физули Мамедов также профессиональный футболист, выступает в составе клуба «Хазар-Ленкорань».
С 1987 по 1992 год выступал в детском футбольном клубе ВДФСО Профсоюзов города Баку.
Профессиональную футбольную карьеру начал в 17 лет с выступления в команде высшей лиги — «Нефтчи».
В 1996—1997 служил в армии. В сезоне 1996/97 играл за ФК «Сумгаит» в высшей лиге Азербайджана.
В 1997 снова в составе «Нефтчи». Однако в команде провел только сезон и с 1998 стал игроком армейской команды ОИК (Баку).
В сезоне 1999/2000 играл за «АНС-Пивани» Баку, стал автором 9 мячей в чемпионате.
В 2000 перешёл в Шамкир, с которым успешно выступал в национальном чемпионате в течение двух сезонов.
В 2002 перешёл в иранский клуб второй лиги «Машинсази» Тебриз (Южный Азербайджан), где играл 2 года вместе с младшим братом Физули Мамедовым.
В 2004 вернулся в Азербайджан, играл за Хазар-Ленкорань.
Затем играл за «Олимпик» и «Интер» из Баку. В феврале 2010 стал 8 футболистом, преодолевшим рубеж в 100 мячей в высшей лиге чемпионата Азербайджана по футболу.
В середине 2010 года снова перешёл в «Хазар». В 2011 завершил карьеру футболиста, некоторое время работал в футбольной школе бакинского «Интера». С конца 2012 года работает в футбольной академии клуба «Габала».
Женат. Отец двоих детей — сын Рауль и дочь Лейла. Окончил факультет спортивных игр Азербайджанской государственной академии физической культуры.

### Сборная Азербайджана
Защищал также цвета юношеской сборной (U-19) и олимпийской сборной Азербайджана (U-21).
Дебютировал в составе сборной в товарищеском матче против команды Финляндии 2 апреля 1997 года.

## Достижения
- Чемпион Азербайджана: 1995/96 («Нефтчи»), 2000/01, 2001/02 («Шамкир»)
- Обладатель Кубка Азербайджана: 1994/95, 1995/96 («Нефтчи»)
- Лучший бомбардир чемпионата Азербайджана 2007/08 (19 голов)

## Фотогалерея
- Со своим фанатом
- В роли болельщика
- Отдых на базе клуба
- В редакции одной из газет
- Минуты отдыха
- Во время очередного интервью
- Перед отправкой в паломничество в Мекку
- С братом Физули перед поездкой
- Хагани с друзьями по сборной Эмином Имамалиевым и Вюгаром Надировым

## Источник
- Интервью Хагани Мамедова спортивной газете «Чемпион / Çempion» (аз.) (недоступная ссылка)